# Jestřebská kotlina
Jestřebská kotlina je geomorfologický okrsek v severovýchodní části Dokeské pahorkatiny ležící v okrese Česká Lípa Libereckého kraje. Území okrsku má tvar deformovaného písmene "Y", kde delší západní rameno vymezují Kravaře, východní rameno Hradčany, jižní cíp Okna a ve středu leží největší sídlo v okrsku, město Doksy. Kotlina je pojmenovaná podle obce Jestřebí, ležící zhruba v centru západního ramene.

## Charakter území

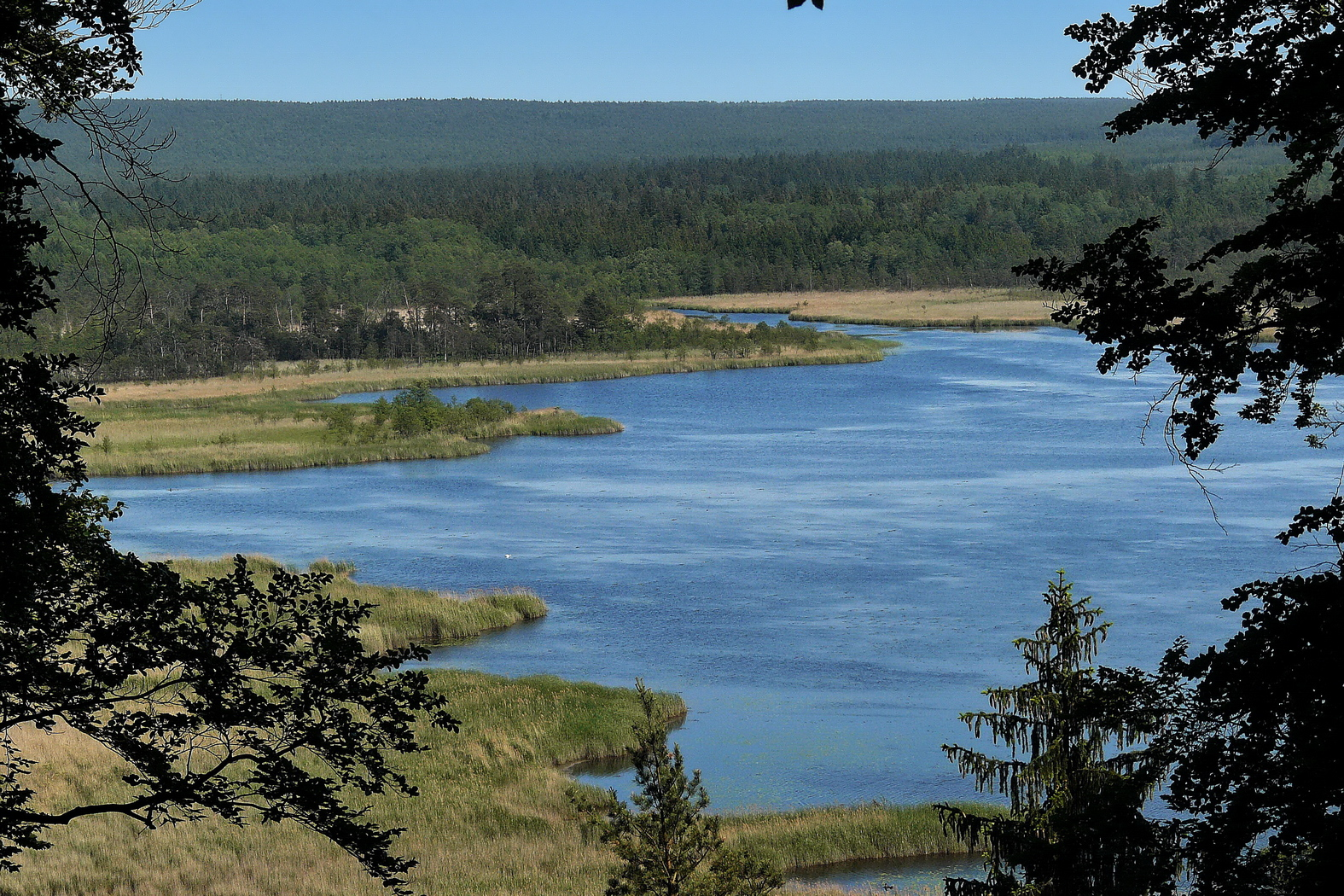
Břehyňský rybník z Mlýnského vrchu

V oblasti kolem Břehyňského rybníka rostou (teprve nedávno potvrzené) původní jehličnaté lesy nížinné tajgy.

## Geomorfologické členění
Okrsek Jestřebská kotlina náleží do celku Ralská pahorkatina a podcelku Dokeská pahorkatina. Dále se člení na podokrsky Strážovská rovina na východě, Tachovská vrchovina na jihu, Okenská pahorkatina na jihu a ve středu území, Jestřebská rovina dále na severozápadě a Holanská pahorkatina dále na západě. Kotlina sousedí s dalšími okrsky Ralské pahorkatiny (Polomené hory, Provodínská pahorkatina, Bezdězská vrchovina, Českolipská kotlina) a s Českým středohořím.

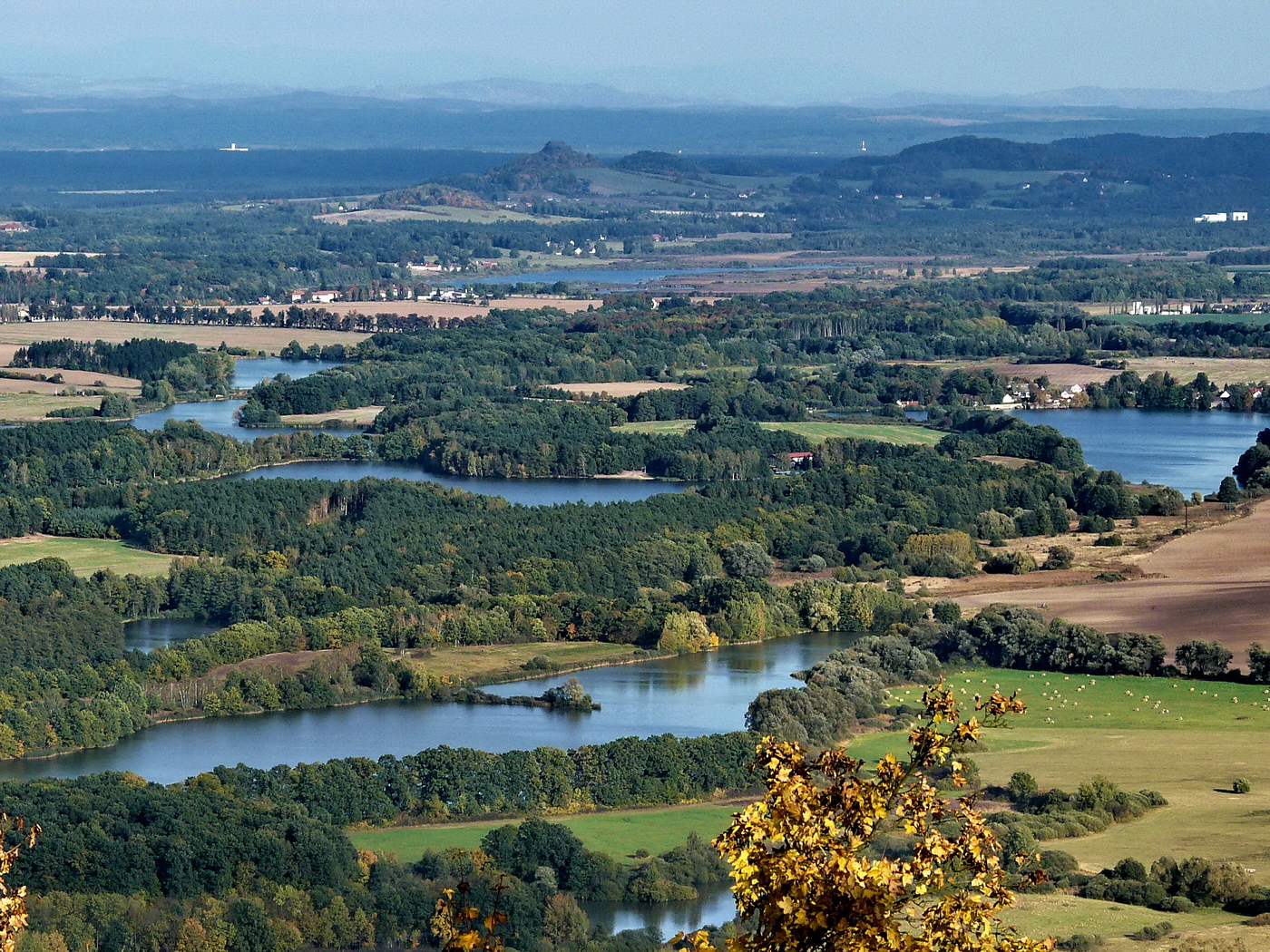
Jestřebská kotlina z Ronova, vpředu Holanské rybníky

## Nejvyšší vrcholy
Nejvyšší vrchol Jestřebské kotliny je Tachovský vrch (466 m n. m.). Jeho vrchol však byl výrazně snížen kamenolomem (dříve 498 m).
- Tachovský vrch (466 m), Tachovská vrchovina
- Borný (446 m), Okenská pahorkatina
- Mlýnský vrch (392 m), Okenská pahorkatin
- Zbynský vrch 390, Tachovská vrchovina
- Šroubený (375 m), Okenská pahorkatina
- Malý Borný (372 m), Okenská pahorkatina
- Dubová hora (321 m), Strážovská rovina

## Ochrana přírody
Na území okrsku se nachází několik chráněných území, jež jsou zároveň součástí chráněné lokality Ptačí oblast Českolipsko - Dokeské pískovce a mokřady a evropsky významné lokality Jestřebsko – Dokesko soustavy Natura 2000:
- NPR Břehyně – Pecopala
- NPP Swamp
- PR Novozámecký rybník
- PR Sluneční dvůr a PP Konvalinkový vrch —> nyní NPP Jestřebské slatiny[4]